# Кодексы майя

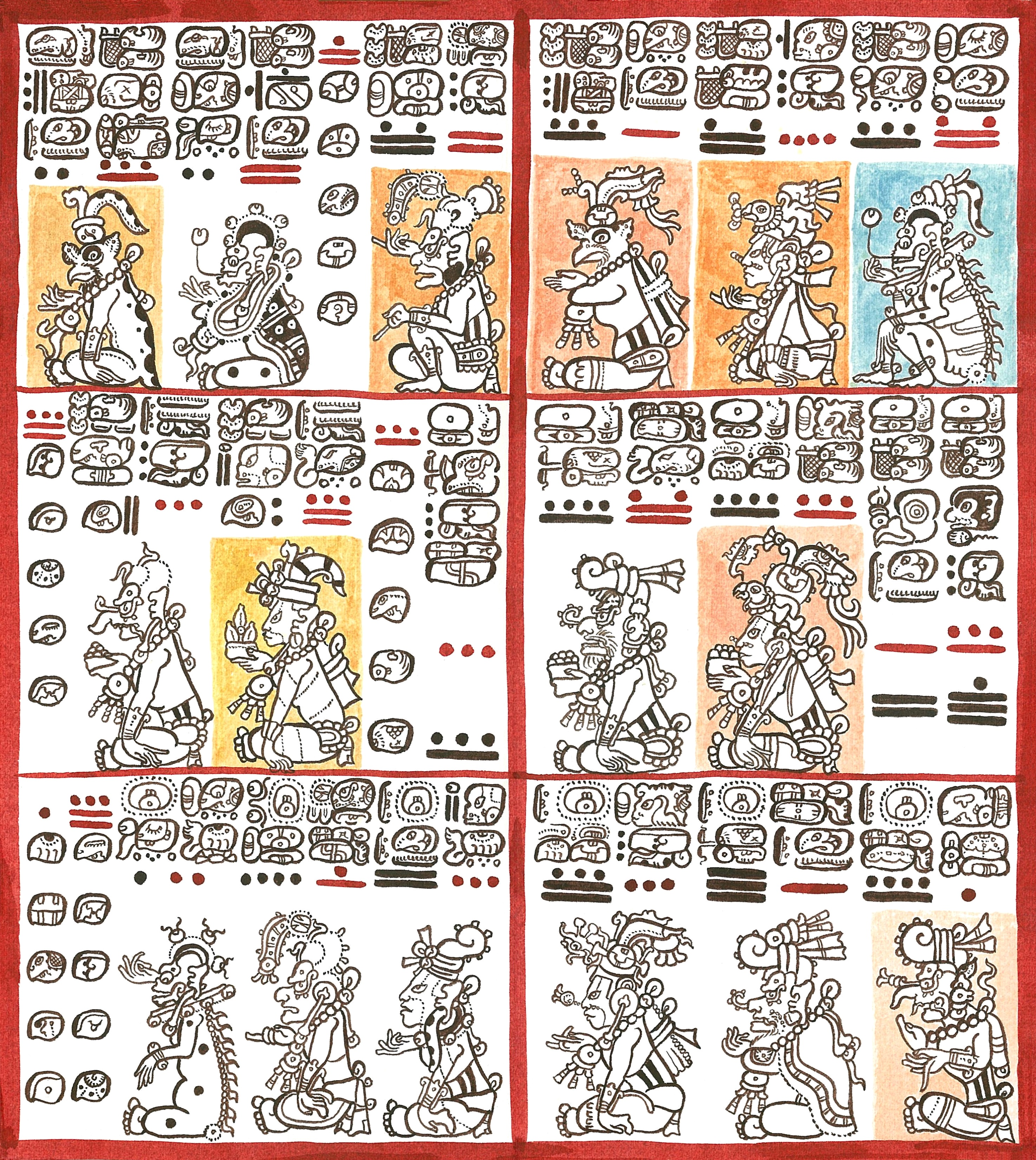
Реконструкция Дрезденского кодекса, 8-я и 9-я страницы

Ко́дексы ма́йя (юк. pik hu'un) — иероглифические рукописи цивилизации майя. Технически майяский кодекс представляет собой сложенную в виде гармоники полосу месоамериканской бумаги (аматль, на языке юкатека huun), изготовленной из луба растения амате (Ficus insipida). Складки гармоники — отдельные «страницы» — могли быть покрыты изображениями и надписями с лицевой и оборотной стороны, оборот иногда не заполняли текстом и изображениями. Тексты не предназначались для чтения подряд, структурно они делились на тематические блоки. Содержательно сохранившиеся кодексы майя являются жреческими требниками (термин Ю. В. Кнорозова), которые посвящены ритуалу, астрономии и астрологии, пророчествам и гадательным практикам, расчёту сельскохозяйственных и календарных циклов. С их помощью жрецы толковали явления природы и действия божественных сил и проводили религиозные обряды. Кодексы были предметом повседневного жреческого обихода и зачастую помещались в могилу после смерти владельца. Традиция кодексов продолжилась в колониальную эпоху в хрониках и так называемых сборниках «Чилам-Балам» (записанных латиницей), в которых присутствуют все перечисленные темы, а также содержатся исторические сведения. Лексика, грамматика и структура исторических текстов прямо соотносятся с официальными надписями майя классического периода, известными из эпиграфики.
Технологию производства аматля индейцы майя разработали около V века, впервые в истории Месоамерики. В Центральной Мексике вплоть до испанского завоевания для книг использовалась выделанная кожа ягуара, оленя или ламантина. Все дошедшие до наших дней кодексы майя изготовлены примерно в XI—XIV веках, однако в захоронениях классического периода археологи обнаруживают остатки книг-кодексов в виде слипшейся массы с фрагментами краски; в настоящее время не существует технологии их прочтения.
Судя по сообщениям испанских хронистов, ещё в начале XVI века существовали обширные жреческие и правительственные библиотеки, однако их уничтожали конкистадоры и католические миссионеры. Крупнейшее книжное аутодафе провёл в Мани в 1562 году епископ Юкатана Диего де Ланда, тогда были сожжены 27 рукописей. В относительно целом виде к XIX веку сохранились лишь три кодекса майя, названные по городам, где они хранятся (Дрезденский — единственный, который сохранился полностью, Парижский и Мадридский). В 1971 году было объявлено о существовании четвёртого майяского документа — Кодекса Гролье, предположительно, найденного в захоронении в Чьяпасе, но относительно его подлинности ведутся дискуссии. Сохранившиеся кодексы майя привлекли внимание исследователей ещё в XIX веке, неоднократно воспроизводились в печати и стали материалом, на основе которого Юрий Кнорозов в 1950-е годы расшифровал письмо майя. Полный перевод всех четырёх рукописей майя на русский язык был опубликован в 1975 году. В 1999 году в Мексике был опубликован «Компендиум Шкарет», в котором содержался перевод трёх кодексов на испанский язык, каталог иероглифов с чтением и исследовательские материалы Ю. В. Кнорозова.

## История

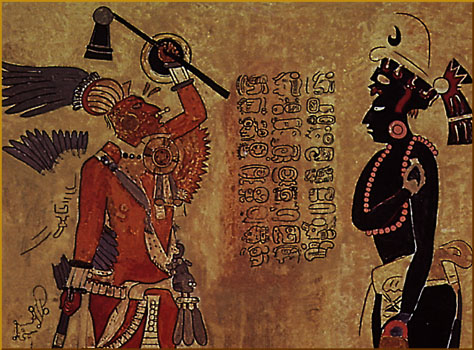
Фреска из гробницы в Уашактуне. Вероятно, в аналогичном стиле выполнялись и кодексы классического периода

### Доколумбова эпоха
Письменная традиция майя известна плохо: несмотря на то, что почти 90 % текстов майя могут быть прочтены, до сих пор нет сводного словаря иероглифического языка, науке не известно значение около 25 % письменных знаков. Имеющиеся письменные источники доиспанского и колониального периода содержат только отрывочные данные. Историки месоамериканских письменных культур вынуждены прибегать к реконструкции и косвенным источникам: этноботаническому анализу, изображениям на каменных стелах и керамике и т. д.
С конца XX века в майянских захоронениях на территории Мексики и Гватемалы стали обнаруживать истлевшие остатки книг, положенных в одну могилу с их прижизненными владельцами. При раскопках в Эль-Мирадор были обнаружены две могилы представителей знати раннеклассического периода, датируемые примерно 450-ми годами. Там и были найдены древнейшие майянские кодексы, причём изготовленные не только из амате, но и из обработанной кожи, происхождение которой не удалось установить. Рукописи полностью истлели и пропитались известью, кристаллы которой пронизали то, что осталось от сложенных листов. Аналогичные находки были сделаны при раскопках захоронений в Уашактуне, Гуайтане, Сан-Агустин-Акасагуастлане и Небахе (Гватемала), в Алтун-Ха в Белизе и Копане в Гондурасе. Книги из Уашактуна и Алтун Ха относятся к раннему классическому периоду, в Небахе и Копане — позднему классическому, в Гуайтане — раннему постклассическому. В Копане был обнаружен сводчатый склеп с богатым инвентарём — большим количеством расписной керамики и скульптуры, костяных и нефритовых изделий. Помимо остатков кодексов, были найдены и сосуды с пигментами. Это позволило идентифицировать погребённого как писца высокого ранга. Ни одна из попыток раскрыть кодексы не увенчалась успехом: писчий материал истлел и спрессовался в условиях высокой влажности; среди праха отчётливо видны остатки минеральных пигментов. По мнению Т. Уайтинга, эти остатки уже никогда не будут прочитаны, хотя археологи и сохраняют их.
К началу испанского завоевания у майя было большое количество кодексов. В основном это были жреческие требники, которые имелись во всех городах и даже селениях. Именно это объясняет, что репертуар сохранившихся кодексов ими и ограничивается. Украшенные требники попадали в виде трофея к испанским завоевателям и далее переправлялись в Европу среди прочей военной добычи и «диковин» Нового Света.
Ритуальные тексты создавались под непосредственным руководством верховного жреца. В период гегемонии Майяпанской лиги эта должность была наследственной и удерживалась родом Ах Май. В дальнейшем каждый город-государство имел собственного верховного жреца. Требники, видимо, периодически обновлялись в соответствии с религиозно-политической конъюнктурой; исправленный эталонный вариант копировался и распространялся среди рядового жречества. Умерших жрецов продолжали хоронить вместе с их рукописями. Размеры библиотек, вероятно, были значительными и сопоставимыми с культурами Старого Света. Алонсо де Сорита писал, что в 1540 году он видел в горах Гватемалы «множество рукописей, описывавших историю местных индейцев за период, превышающий восемьсот лет», которые переводили для него самые древние старики.

### Утрата иероглифики

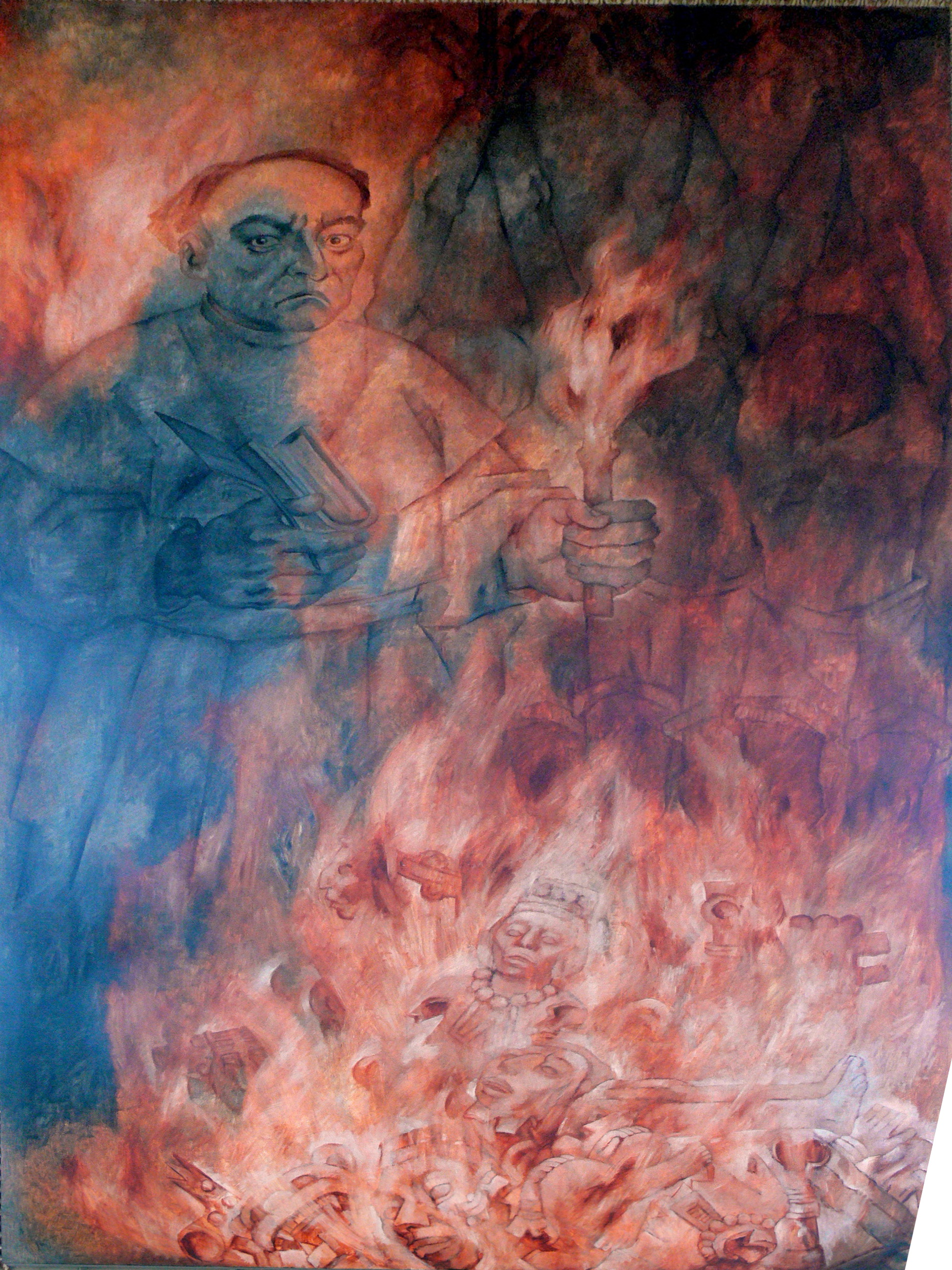
Епископ Диего де Ланда проводит аутодафе, сжигая религиозные артефакты и кодексы майя. Фреска работы Фернандо Кастро Пачеко. Губернаторский дворец, Мерида

Когда началась конкиста, католические миссионеры разработали латинский алфавит для языка юкатека и создали при монастырях своеобразные интернаты для воспитания нового поколения индейской аристократии в духе новых ценностей и европейской культуры. Доколумбова книжная культура после создания типографий в Мексике (1528) совершенно не оказывала воздействия на новую информационную среду. Всего сохранилось 22 доколумбова кодекса (всех народов — майя, ацтеков, миштеков) и ещё 50 было создано во время конкисты или сразу после её окончания.
Современные исследователи подчёркивают, что масштабы уничтожения письменных памятников миссионерами в известной степени преувеличены. Для культуры майя знаковым считается аутодафе 12 июля 1562 года в Мани, устроенное епископом Диего де Ланда. Поводом для него стали сведения об отпадении недавно крещёных индейцев в язычество и о совмещении традиционных религиозных обрядов с христианскими. Так, в 1561 году в Мани был распят младенец, то есть, согласно традиционным представлениям, отправлен с посланием к высшим силам, в данном случае — к христианскому Богу. По сообщению иезуита Доминго Родригеса, на этом аутодафе миссионеры уничтожили около 5000 различных «идолов», 13 каменных алтарей и 27 меньших камней с изображениями, 197 сосудов с рисунками и 27 рукописей на оленьей коже. Впрочем, уничтожение рукописей практиковалось и ранее. Де Ланда упоминал, что в 1541 году после взятия города Тихоо миссионеры обнаружили, что:

Эти люди употребляли также определённые знаки (caracteres) или буквы (letras), которыми они записывали в своих книгах свои древние дела и свои науки. По ним, по фигурам и некоторым знакам (senales) в фигурах они узнавали свои дела, сообщали их и обучали. Мы нашли у них большое количество книг этими буквами и, так как в них не было ничего, в чём не имелось бы суеверия и лжи демона, мы их все сожгли; это их удивительно огорчило и причинило им страдание.
После установления испанского колониального режима грамотные индейцы перешли на латинскую письменность; предположительно, уже к началу 1600 годов иероглифическая традиция окончательно прекратилась. Изучение поздних текстов майя весьма затруднительно, все имеющиеся переводы более или менее приблизительны и во многих местах сильно расходятся друг с другом. Жрецы майя, перейдя на латиницу, не разделяли слов и не использовали пунктуацию. Если переписчик не понимал смысла текста, он мог делить слова и фразы в произвольном порядке, а особенности строя языка приводили к соединению слов. Кроме того, отдельным звукам языка майя не было соответствий в испанском и латинском языках, писцы в отсутствие орфографической нормы обозначали их различными сочетаниями латинских букв, причём их звучание неизвестно. Диего де Ланда писал об этом так:

[Монахи] научились читать и писать на языке индейцев и составили такую грамматику, которая изучалась, как латинская. Оказалось, что они не употребляют 6 наших букв, а именно: D, F, G, Q, R, S, в которых не было никакой надобности. Но они принуждены были удваивать и добавлять другие, чтобы различать разные значения некоторых слов…

### Поздняя традиция

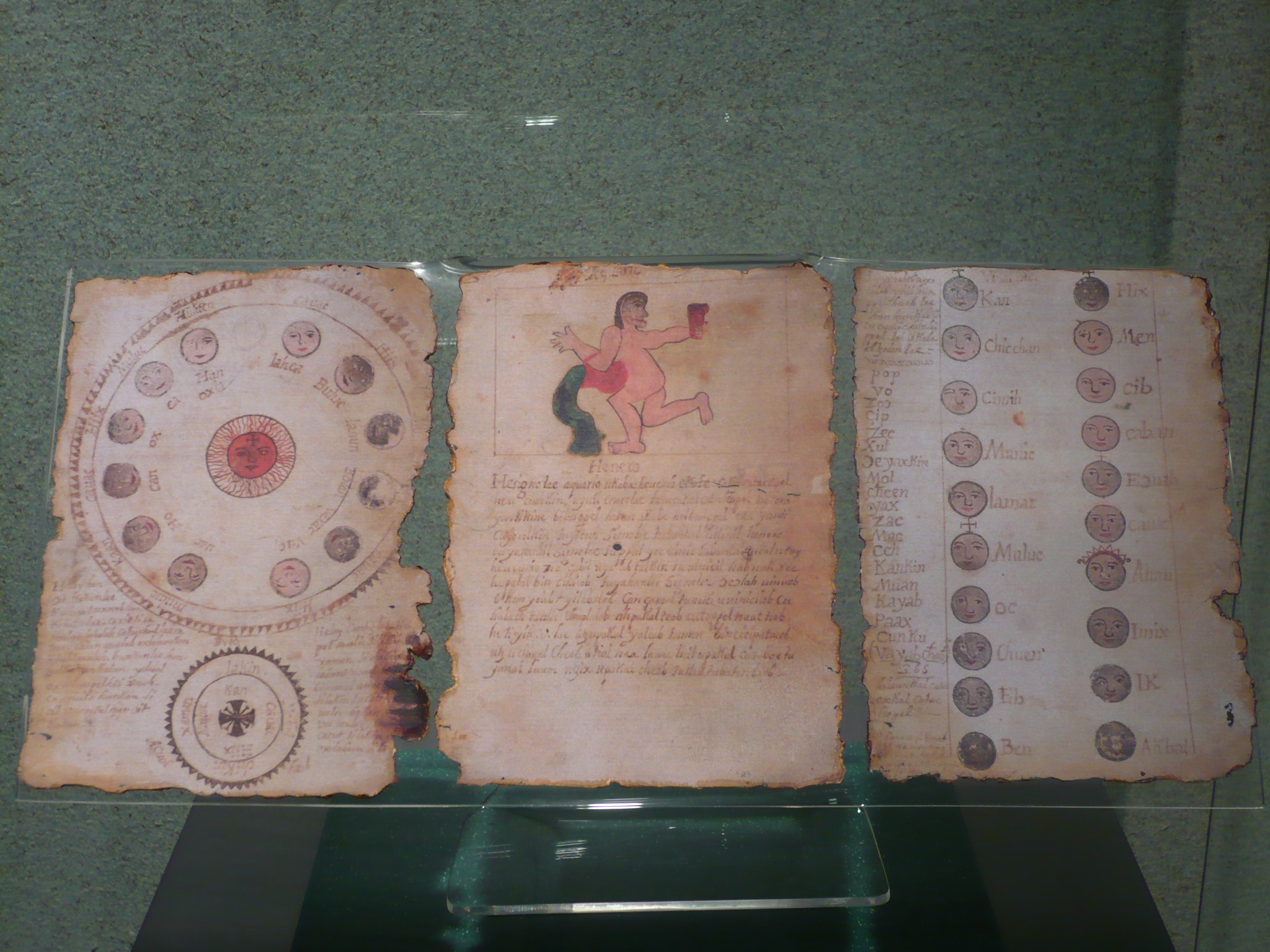
Рукопись Чилам-Балама из Ишиля, экспонированная в Национальном музее антропологии в Мехико

В начале XVII века и в науа-, и в майяязычных регионах Новой Испании наблюдался всплеск литературной активности потомков индейской знати, причём и на испанском, и на местных языках. В условиях перестройки социальной структуры и сокращения аборигенного населения, правители-касики стали терять традиционные права и привилегии. Ответом стало большое число документов, в которых доказывались благородство происхождения и перечислялись услуги, некогда оказанные конкистадорам предками просителей. Зачастую такие тексты являются единственными источниками, освещающими огромные периоды в истории Чьяпаса и Табаско, а также Юкатана и Гватемалы. После расшифровки иероглифических надписей классического периода обнаружилось, что содержание, синтаксический строй, грамматика, терминология официальных исторических и жреческих текстов зачастую близки поздним текстам XVI—XVII веков. Ярким примером являются «Архив Пашболон — Мальдонадо», «Хроника из Чик Шулуб Ч`ен» и «Анналы Какчикелей».
Этому процессу находится прямая аналогия в Центральной Мексике, где на рубеже XVI—XVII веков творил Фернандо де Альва Иштлильшочитль, пытавшийся совместить хронологию мексиканской истории с общеевропейской и встроить историю Мексики во всемирную, ибо

…события, произошедшие в этом Новом Свете, не менее значительны, чем деяния римлян, греков, мидийцев и жителей других языческих государств, заслуживших славу во всей Вселенной…
В переработанном виде иероглифические рукописи майя стали основой сборников «Чилам-Балам», восходящих к традиционным жреческим требникам классической и постклассической эпох, хотя и переписанных латиницей. Содержание их хаотично, они включают пророческие, медицинские, астрологические и исторические тексты. Сохранившиеся рукописи создавались в XVI—XVII веках и дошли до нас в виде более поздних списков, язык которых демонстрирует отличия от классического. В этом плане выделяется рукопись так называемого «Ритуала Бакабов», включающая 42 заклинания против болезней. Там от случая к случаю упоминаются Бог-Отец, Иисус Христос, Адам, но чаще — древние божества. Язык этого документа крайне архаичен, вдобавок названия лекарственных средств табуированы и переданы иносказаниями; иероглифический первоисточник их несомненен. В начале XIX века такие книги существовали почти в каждом индейском селении, однако в результате Юкатанской войны рас множество документов было уничтожено карателями.
В рукописи Чилам-Балама из Чумайеля приводится эпическая «Песнь Ица» — один из немногих памятников поэзии майя. Она уникальна тем, что является единственным майянским документом колониальной эпохи, в котором даты приведены по «длинному счёту» классической эры, что является доказательством аутентичности и древности текста. Пророческие тексты из рукописей «Чилам-Балама» построены на поэтической основе: присутствует параллелизм строения фраз и ритмичность, обычно не передаваемая в русском или английском переводе, и большая перегруженность мифологическим образами. Лексика и грамматика этих текстов сильно отличается от лексики и грамматики разговорного языка майя XVI—XVII веков (в частности, рукописного «Словаря из Мотуля»), изученного испанскими миссионерами.

## Технические аспекты

### Писцы

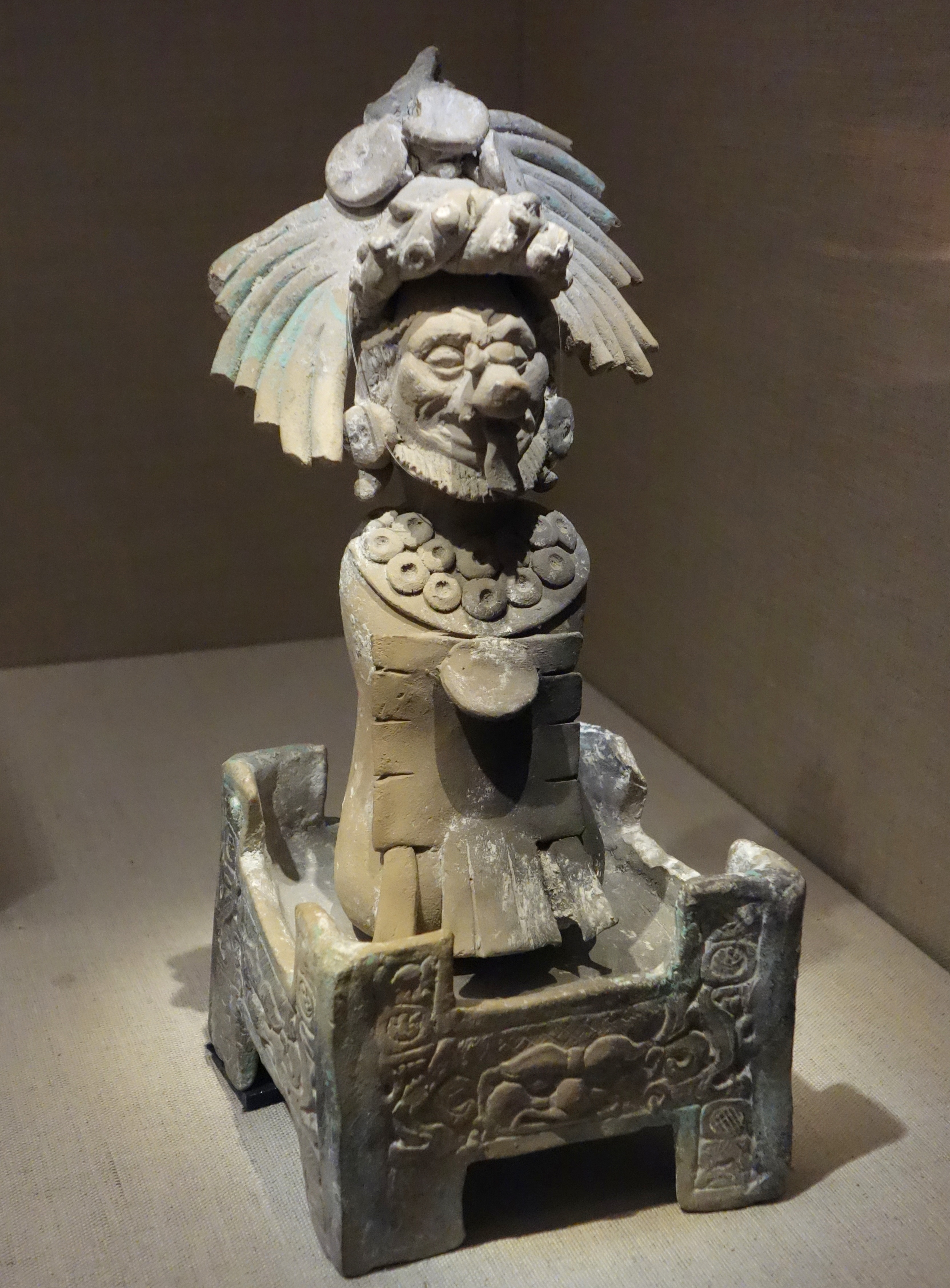
Изображение бога-обезьяны в образе писца. Из находок в Кампече, 600—900 годы

Писцы у майя были частью элиты общества. Судя по поздним данным, на Юкатане писцы были частью высшего жречества, которые совмещали функции священнослужителей и наставников, а также использовали на практике свои познания в астрономии и астрологии и других дисциплинах. Изготовление рукописей было ритуализованным процессом, требовавшим специалистов, которые в свою очередь должны были соблюдать ритуалы до и после работы над кодексом. Прежде чем приступить к рисованию, писец должен был обратиться к богам с просьбой указать ему благоприятное время для каждого этапа работы. Таким же образом и жрецы, читавшие кодексы во время религиозных церемоний и праздников, должны были проходить ритуалы очищения.
Создатели рукописей именовались юк. ah ts’ib (собственно, скриба) и юк. ah woh (иллюстратор или оформитель). В подавляющем большинстве это были мужчины, хотя имеются единичные сведения о знатных придворных дамах, которые получали образование и допускались к созданию текстов. Покровителями писцов считались боги-братья Хун-Бац и Хун-Чоуэн, часто изображавшиеся в виде пишущих обезьян. Высшим богом-покровителем жречества и писцов был Ицамна, который почитался как создатель письменных знаков и книг. В надписи классического периода из Шкалумкина Ицамна именуется «писцом», а в Мадридском кодексе имеется его изображение в образе писца, аналоги которому представлены на керамике.

### Писчий материал

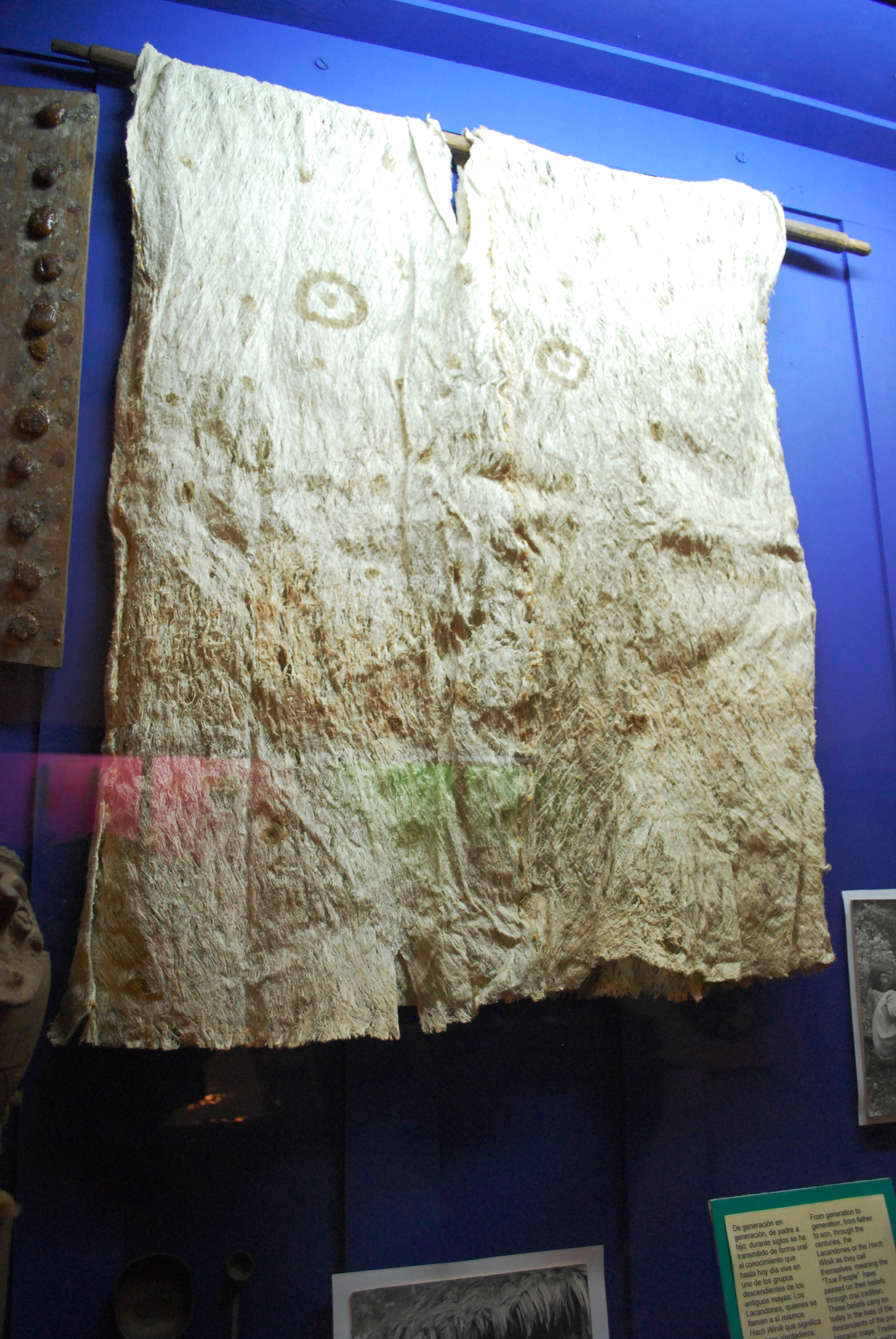
Лакандонское ритуальное одеяние из аматля. Музей Сан-Кристобаля-де-лас-Касаса, Чьяпас

Термин «кодекс» по отношению к месоамериканским книгам применяется по аналогии с кодексами европейской формы. По мнению американского исследователя Томаса Тобина, появление и распространение брошюрованной книги в Римской империи и в Южной Мексике в период между 100 и 700 годами не является случайностью, хотя генетически и не связано друг с другом. Бумага из коры фикуса (аст. āmatl, юк. huun) появилась у майя в V веке, и этот народ был изобретателем бумаги в Новом Свете. Первоначально, по-видимому, аматль напоминал полинезийскую тапу, которая использовалась для ритуальных одеяний. Когда именно этот материал стали использовать для записей, доподлинно неизвестно. Существует предположение, что оформление кодекса у майя совпало с обычаем делать обширные надписи на стелах, а также стенах храмовых и дворцовых комплексов; то есть форма книги-гармоники сразу стала единственной, в то время как в Западной Европе кодекс и свиток сосуществовали довольно долго.
Бумага считалась у майя священной — на неё переносились свойства записанных текстов. Историк и антрополог Алан Сандстрём полагает, что бумага в системе ценностей Месоамерики стояла наравне с драгоценными камнями и металлами, перьями и декоративными тканями. О технологии производства аматля практически не осталось древних свидетельств, документы колониальной эпохи упоминают об этом крайне скупо. Только в 1940-е годы этнографы Виктор фон Хаген и Ганс Ленц обнаружили у индейцев отоми традиционную технологию производства аматля. Их открытия по аналогии распространяют на ареал культуры древних майя. Это позволило отвергнуть гипотезу, что бумагу изготавливали из волокон агавы. В 1910 году Рудольф Шведе провёл микроскопический анализ материала Дрезденского кодекса, а в 1972 году Томас Тобин провёл аналогичное исследование Кодекса Гролье. В обоих случаях материалом для аматля служил луб фикуса. Майкл Ко из этого делал вывод, что технология производства бумаги у майя ничем принципиально не отличалась от технологии остальных культур Месоамерики.
М. Ко отмечал, что технология производства аматля отчасти напоминает изготовление папируса в античности. Ветви фикуса длиной до 1,5 м служили источником луба, который после замачивания в проточной воде очищался от латексоподобного вещества, содержащегося во всех видах фикуса. Далее лубяную массу кипятили вместе с кукурузной мукой, известью или золой. Формирование бумажного листа производилось на доске соответствующего формата, где волокна укладывали крест накрест, в точности как при изготовлении папируса в Египте. Далее материал отбивали колотушкой, каменные образцы таких колотушек часто находят при раскопках. Сформированный лист просушивали на солнце; в итоге получается материал, относительно гладкий с лицевой стороны и шероховатый с оборотной. Цвет его изменяется в зависимости от условий изготовления: бумага Дрезденского кодекса сероватая, фактурой более всего напоминающая картон, в то время как Кодекс Гролье написан на буроватом материале; однако, это может быть и следствием старения.

### Обработка поверхности
Аматль имеет пористую грубую поверхность, поэтому перед записью текста и нанесением изображений его нужно было дополнительно обрабатывать. Отделанная поверхность аматля почти идентична подготовленной для живописи стене — его покрывали похожим на штукатурку материалом, включающим мел, растворённый в растительных жирах. Р. Шведе при исследовании Дрезденского кодекса пришёл к выводу, что его листы покрыты тонким слоем гипса, напоминающего штуковые поверхности или керамику. Миштеки, которые для письма использовали выделанные кожи, также обрабатывали их поверхность гипсом на основе животного клея. По мнению М. Ко, роспись стен и кодексов была единым процессом, только имевшим разный масштаб. По аналогии с архитектурным работами, загипсованный лист аматля нуждался в дополнительной обработке — полировке. Косвенные свидетельства этого процесса могут быть найдены в вазописи: рядом с чернильницей писец держит некое орудие круглой формы, которое могло использоваться для полировки. Однако, это лишь предположение.

### Фальцовка. Обложка

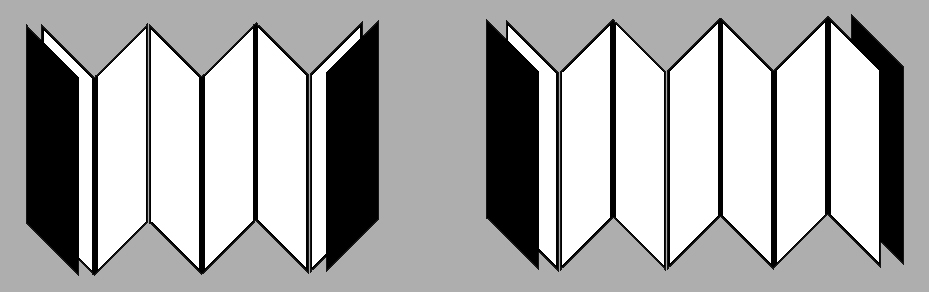
Метод складывания кодекса-гармоники. Представлены два возможных варианта склеек и фальцовки

Процесс фальцовки листа аматля у майя изучен мало. Отражением фальцовки в сохранившихся кодексах является разлиновка красными чернилами, которую осуществляли писцы или, скорее, изготовители бумаги. Сохранившиеся рукописи демонстрируют единообразие формата и разлиновки, однако на сгибах нет отметок или других знаков. По мнению Т. Тобина, при изготовлении листа могли применяться шаблоны. Майкл Ко полагал, что длинные кодексы склеивались из нескольких листов бумаги, так как в Мадридском кодексе между листами аматля вклеен лист испанской бумаги, из которой в гармонике сформированы две страницы. Это служит доказательством того, что первоначально формировался единый длинный лист, который затем сгибали, образуя страницы. Сгибание могло осуществляться при помощи линейки или подобного ей инструмента. Это делалось до гипсования поверхности, в противном случае она могла быть повреждена или отслаиваться при сгибании. Следовательно, к специалистам-писцам и рисовальщикам поступал полностью готовый, но незаполненный кодекс.
Кодексы майя имеют довольно большую длину (Мадридский кодекс — более 6 м) и, следовательно, должны были иметь обложки, чтобы сохранить первые и последние страницы от загрязнения и повреждений (на всех изображениях писцы и книжники сидят на полу или на земле). Обложки не сохранились, и майянисты не знают, как они выглядели и как крепились к основному листу кодекса. Томас Тобин предположил, что они могли быть двух видов, как показано на иллюстрации. Поскольку кодексы майя не сшиты, можно исключить наличие обложки, охватывающей весь книжный блок. Верхние и нижние страницы кодекса-гармоники могли быть приклеены к крышкам обложки. Возможно, технология приклеивания обложки была аналогична склеиванию листов аматля. Майкл Ко приводил для доказательства сведения XVI века: врач короля Филиппа II — Франсиско Эрнандес — писал, что ацтеки использовали особый клей, вырабатываемый из корней орхидеи amatzauhtli. Примечательно, что Эрнандес проводил аналогии с античным папирусом.

Кролик-писец. Деталь вазы «Правитель с пятью прекрасными дамами», 700—900 годы

Иконография майя не помогает в разрешении данных вопросов. На вазе «Правитель с пятью прекрасными дамами» под центральной сценой изображён кролик-писец, перед которым явно лежит кодекс, обтянутый шкурой ягуара. Эту часть росписи вазы учёные объясняют по-разному. Во-первых, кодекс, изображённый сбоку, явно толще, чем просто гармоника бумажных листов, то есть показан футляр для кодекса, обтянутый шкурой ягуара. Второй вариант более экзотичный — крышка откинута, возможно, свидетельствуя, что имелся некий крепёж в виде крючков на боковой стороне крышки, в свою очередь, прикреплённой к первому листу гармоники. Однако листы могли и не крепиться к крышке, что объясняет отсутствие обложек в сохранившихся кодексах. Футляр, таким образом, защищал гармонику от пыли и влаги.
Практически во всех изображениях писцов кодексы показаны сбоку. В сцене с кроликом-писцом изображения и письменные знаки должны быть видны ему с правой стороны, то есть повёрнутыми на 90°. По мнению М. Ко, это следствие стилизации, которая облегчала идентификацию предмета для зрителя, — иначе можно было бы предположить, что показаны стопки чистого аматля, поднесённого в виде дани. Открытая страница книги майя на традиционном изображении могла выглядеть как экран.

### Письменные принадлежности

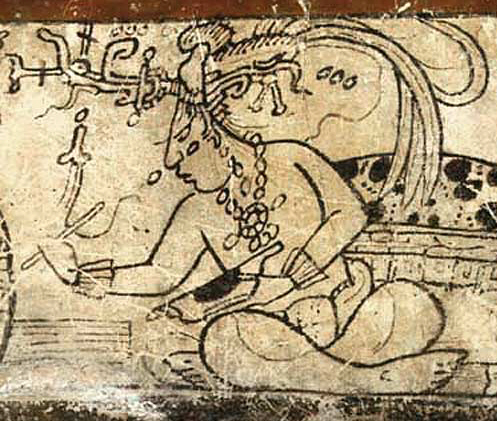
Изображение писца на вазе, расписанной в стиле кодекса. Хорошо видно, что писец держал кисть под наклоном, в другой руке — чернильница-раковина, однако её изображение сильно стилизовано. Из находок в Гватемале, VII—X века

Ни один экземпляр письменных принадлежностей майя не дошёл до наших дней. Судить об их применении можно по толщине линий в знаках и изображениях в четырёх сохранившихся кодексах, которые показывают, что их произвели волосяные инструменты наподобие кистей. Свидетельства того, что это были именно кисти, содержатся в живописи и рельефах классического периода, а также находки в гробнице Хасав-Чан-Кавиля в Тикале, где надрезанные кости могли быть рукоятками писчих кистей. Кисти майя, по-видимому, были очень похожи на китайские традиционные кисти: они состояли из деревянной, тростниковой или костяной рукояти, в которую включали связку меха или щетины. Кисти были различной толщины в зависимости от характера работы. Видимо, для особо тонких деталей в вазописи и кодексах применяли и птичьи перья, а также орудия, более напоминающие калямы.
Чернила майя были подвергнуты микроскопическому изучению и химическому анализу. Практически все исследователи согласны, что чёрные чернила делались на основе сажи. Цветные пигменты, как правило, имели минеральное происхождение, их разводили водой. Чернильницы, судя по многочисленным изображениям, делали из крупных морских раковин, разрезанных пополам. Статуя бога-обезьяны из Копана держит в руках аналогичную чернильницу, а два сохранившихся образца в 1994 году экспонировались на выставке «Вселенная майя». Керамические модели чернильниц-ракушек обнаружены и в гробнице Хасав-Чан-Кавиля. По мнению Д. Ринц-Буде, раковины очень хорошо подходили для чернильниц, поскольку гладкая и плотная внутренняя поверхность обеспечивала хорошее перемешивание компонентов, а острые края позволяли точно регулировать количество чернил на кисти. В ранних словарях юкатекского языка есть выражение юк. u pokil kum — «сажа, соскобленная с дна сосуда», что указывает на способ её получения. Ацтеки именовали страну майя «Землёй чёрного и красного», то есть страной образованных людей. Красный пигмент, используемый в Мадридском, Дрезденском кодексе и рукописи Гролье, является чистым гематитом. Это был привозной материал, месторождений которого на Юкатане нет.

### Написание текста

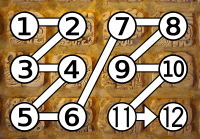
Иероглифы майя чаще всего записывались в колонках по два. В каждой они читались слева направо, сверху вниз. Общий принцип для эпиграфических памятников и кодексов

Писцы работали, сидя по-турецки, возможно, перед пюпитром или каким-либо другим возвышением. Судя по начертанию, писцы майя держали кисть или перо под наклоном, в отличие от дальневосточных или древнеегипетских писцов. Все сохранившиеся тексты майя не предназначались для чтения подряд и состоят из отдельных тематических разделов, которые пространственно охватывали несколько страниц (в среднем, семь; в Дрезденском кодексе — восемь). При записи текста и его чтении раздел было необходимо разложить целиком, чтобы видеть и читать его в комплексе. Ширина одного блока составляет не более 80 см. Раздел делился на текстовые блоки, отделённые друг от друга красной чертой; таких блоков может быть от двух до четырёх. Блок делится на параграфы, отделённые друг от друга вертикальными столбцами календарных знаков. Подраздел параграфа обычно соответствует предложению.

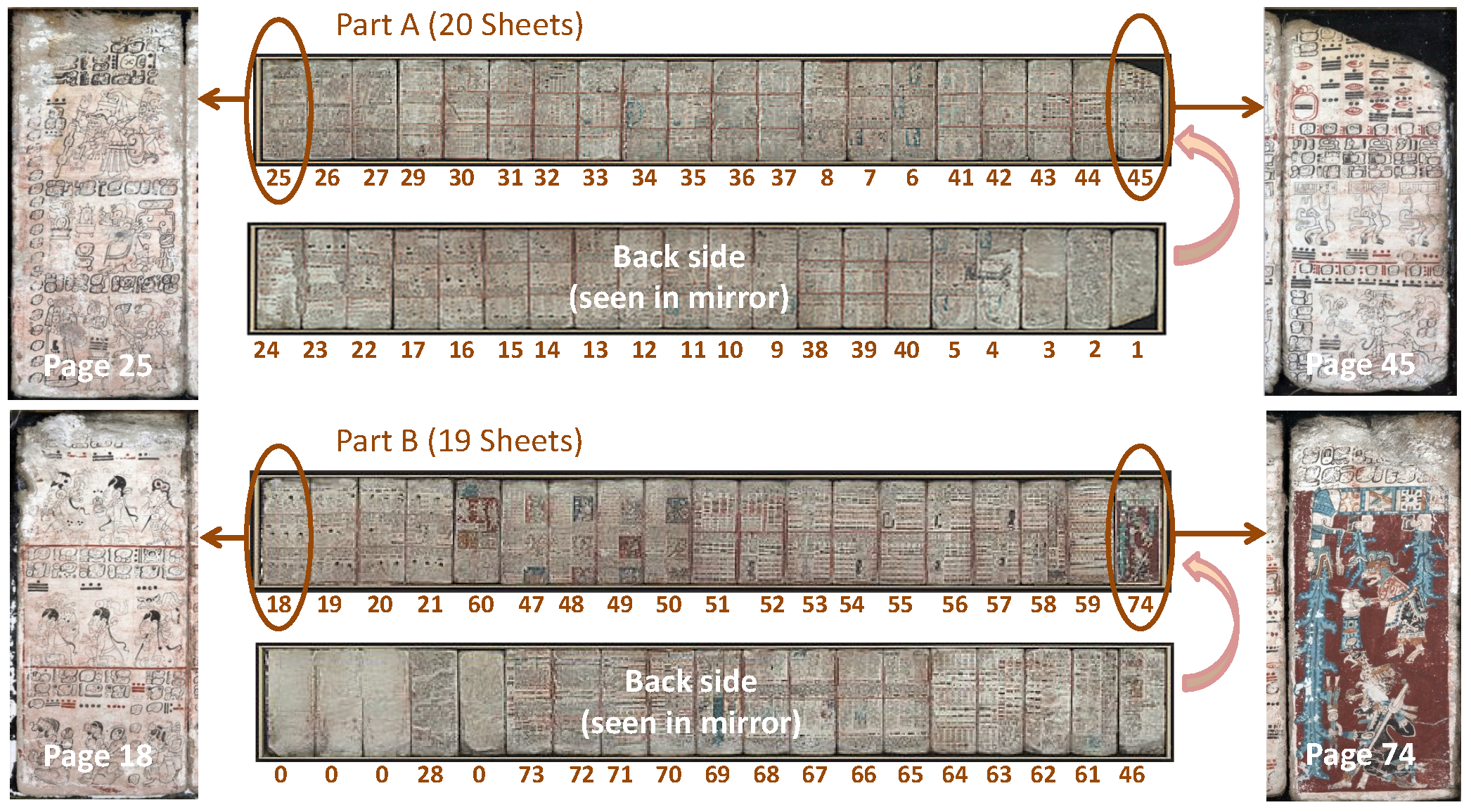
Диаграмма, иллюстрирующая общий вид и структуру Дрезденского кодекса в современном состоянии

Особенно ярко эти особенности просматриваются в Дрезденском кодексе, который, возможно, восходит к архетипу, созданному ещё в классический период. Его композиция и оформление демонстрирует строгий и точный расчёт. В настоящее время разметка текста почти полностью выцвела, но на репродукции лорда Кингсборо в третьем томе «Древностей Мексики» видна отчётливо. Видимо, разметка производилась пером и линейкой, причём для каждого глифа имеются отдельные графы. По словам М. Ко, «ничто не оставлено на волю случая». Это и является главным доказательством того, что Дрезденский кодекс копировался с другого образца. Рубрикация Мадридского кодекса более грубая и поспешная, она проведена кистью, а не пером. Иногда писец игнорировал проведённые границы.
«Листание» кодексов было крайне неудобным, особенно в процессе написания текста. Писцу необходимо было следить за композиционным пространством и дать время на высыхание краски, которая наносилась толстым слоем. После нанесения изображений начиналось написание иероглифических знаков. Поскольку все сохранившиеся рукописи представляют собой жреческие требники, они содержат подробный перечень обрядов, жертвоприношений и предсказаний. Дела богов, которым должны были подражать определённые группы населения, описаны в строгих календарных рамках, вплоть до одного дня. Занятия богов в тексте охарактеризованы кратко, но подробно изображены на рисунках. Стандартный параграф рукописи содержит календарные даты, текст или рисунок, однако изображения не всегда соотносятся со смыслом текста.

## Сохранившиеся кодексы

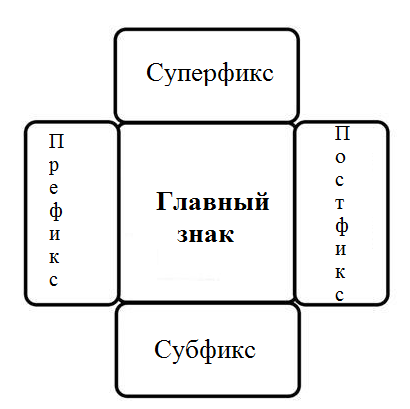
Примерное строение иероглифического блока майя

По состоянию на начало XXI века, сохранились четыре майянских кодекса, три из которых бесспорно считаются подлинными, относительно четвёртого (Кодекс Гролье) ведутся дискуссии. Все кодексы в разной степени повреждены. Существует также значительное число подделок, первую из которых осуществил в 1840-е годы Агостино Альо — художник, автор первой репродукции Дрезденского кодекса. Все подделки так или иначе основаны на сохранившихся экземплярах кодексов майя. Причин столь малого числа уцелевших майянских рукописей много. Во-первых, испанские завоеватели и миссионеры уничтожили немалое число кодексов в результате военных действий и инквизиционных гонений на язычников, еретиков и вероотступников. Видимо, большое число рукописей погибло после утраты традиции иероглифической грамотности: в условиях влажного тропического климата необходимо тщательное хранение текстов, повреждённые же кодексы было необходимо реставрировать или переписывать заново. Последнее объясняет, почему все дошедшие до нас рукописи — позднего происхождения. Сохранность их различна, обычно отчётливее всего видны знаки и изображения в средней полосе страницы, хотя и там краски выцвели, а мелкие знаки стёрлись. Обычно контуры знаков вполне опознаются визуально, а также читаются в ультрафиолете. В оригиналах, которыми пользовались писцы, вероятно, имелись ошибки, число которых возрастало при копировании. Ошибки могут быть опознаны и в тексте, и в датах, и в рисунках. Особенно большое число ошибок содержится в Мадридском кодексе, в котором писцы одинаково писали разные знаки, не дописывали слова, искажали иероглифы до неузнаваемости и даже сокращали иероглифический блок до одного знака. Не дописаны и некоторые параграфы.

### Дрезденский кодекс

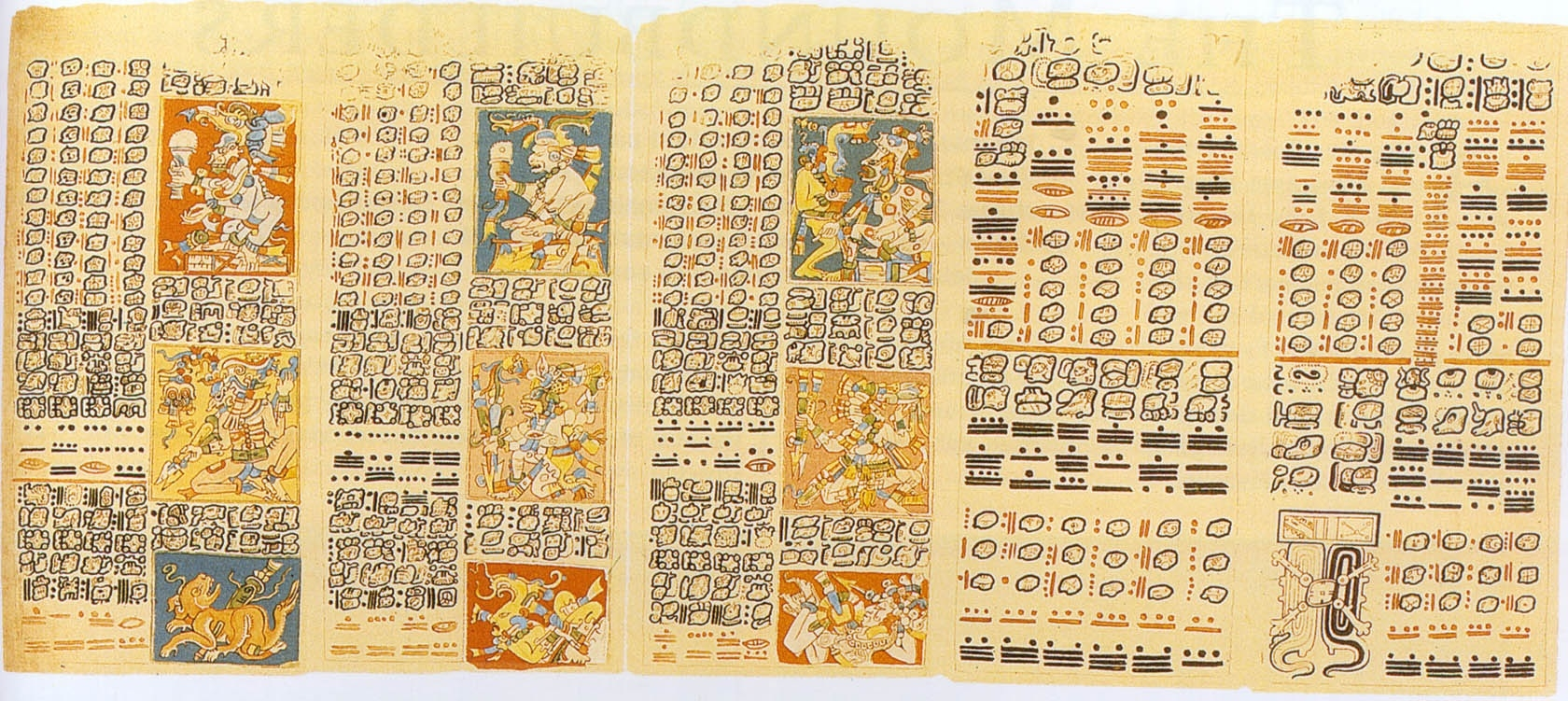
Репродукция страниц 47—52 Дрезденского кодекса — первая из опубликованных. Из издания: Alexander von Humboldt: Vues des Cordillères et Monuments des Peuples Indigènes de l’Amérique. Paris, 1810, p. 416, tabl. 45

Старейшая из известных рукописей майя создана, предположительно, в Чичен-Ице в XI—XII веках. Сохранилась, видимо, полностью, однако оказалась разорванной на две неравные части, из-за чего в первых изданиях были пронумерованы страницы лицевой и оборотной стороны первого фрагмента и отдельно — с первой — страницы лицевой и оборотной сторон второго фрагмента. Включает 78 страниц (39 сгибов), причём они самые узкие среди майянских рукописей — форматом 8,5 × 20,5 см. Общая длина аматля — 3,56 м. На лицевой стороне 39 страниц, на обороте пронумерованы страницы с 40-й по 57-ю, далее следуют четыре пустые страницы, после которых идёт заполненный раздел до самого конца, нумеруемый с № 58.
Документированная история кодекса начинается в 1739 году, когда он был приобретён в Вене у неизвестного частного лица Иоганном Гётце — хранителем Дрезденской королевской библиотеки. Возможно, рукопись попала в Вену в числе даров завоевателя Юкатана Франсиско де Монтехо императору Карлу V. Кодекс хранится в Государственной библиотеке земли Саксония, каталожное обозначение Mscr. Dresd. R. 310.
Полностью рукопись была репродуцирована в третьем томе «Древностей Мексики» лорда Кингсборо в прорисовке Альо, но тогда считалось, что кодекс ацтекский. Факсимильная публикация впервые была осуществлена в 1880 году директором Дрезденской библиотеки Э. Фёрстенманом. Он же смог расшифровать календарь майя («долгий счёт»), представленный в рукописи. Рукопись сильно пострадала во время бомбардировки Дрездена 13 февраля 1945 года — она оказалась в затопленном подвале. Часть красок была смыта, часть изображений отпечаталась на соседних страницах, рукопись сильно поблёкла, большая часть мелких деталей оказалась совершенно неразличимой.
Значительную часть текста составляют астрономические таблицы, составленные с большой точностью. Они включают расчёты по полному циклу оборота Луны и Венеры с соответствиями, таблицы лунных затмений. Имеются также графики ритуалов в соответствии с циклами небесных светил, рассчитанные для 260-дневного календаря, а также описание новогоднего ритуала и ритуалов в честь богов дождя.

### Парижский кодекс

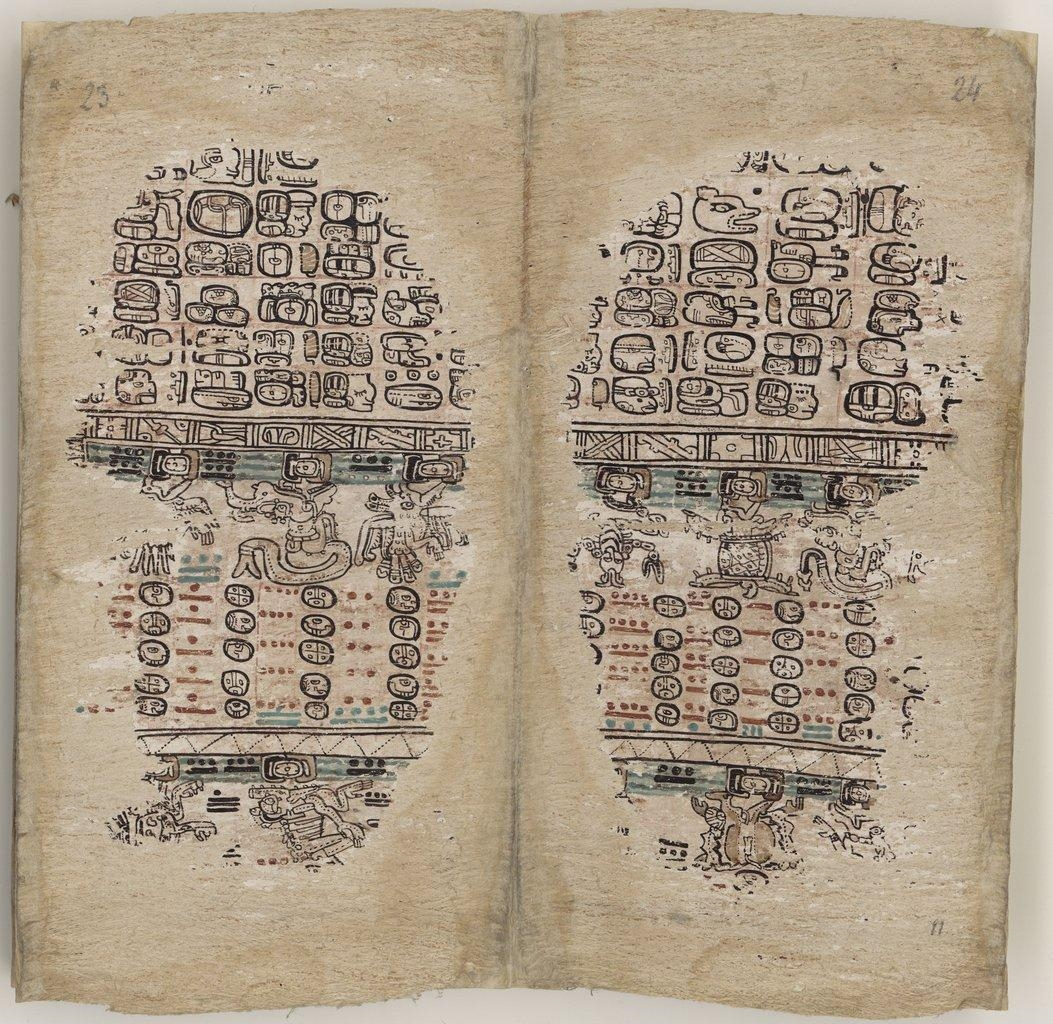
Разворот страниц 21—22 Парижского кодекса

Рукопись, состоящая из двух обрывков без начала и конца. Лицевая сторона состоит из нумерованных страниц со 2-й по 12-ю, оборотная — с 15-й по 24-ю, остальные утрачены. Текст на страницах 22—24 записан справа налево, а не слева направо, как обычно у майя. Кодекс плохо сохранился: остались в основном только параграфы средней полосы текста. Некоторые страницы стёрты полностью. Общая длина рукописи — 1,45 м, ширина — 12 см.
Рукопись была найдена в 1859 году в мусорной корзине в Парижской национальной библиотеке известным учёным Леоном де Рони. Обнаружилось, что рукопись была приобретена ещё в 1832 году у неизвестного лица; на конверте, в котором она находилась, была полустёртая подпись с фамилией Хуана Пио Переса (из коллекции которого, видимо, поступила), из-за чего иногда именуется «Кодексом Переса». Хранится в рукописном отделе Национальной библиотеки Франции под шифром Mexicain 386.
Известный майянист Эрик Томпсон полагал, что Парижский кодекс был переписан на Юкатане между XIII и XV веками. Одно из изображений на странице 11 имеет аналог на Стеле 1 в Майяпане, воздвигнутой в середине XV века. Кодекс имеет календарно-астрономическое содержание; несколько страниц содержат обрывки таблиц солнечного 52-летнего цикла, соотнесённого с 260-дневным священным календарём. Последние страницы кодекса содержат описание зодиакального цикла, в котором, однако, не 12 созвездий, а 13. Расшифрованные календарные циклы относятся к периоду 731—987 годов, то есть кодекс может являться копией манускрипта классического периода.

### Мадридский кодекс

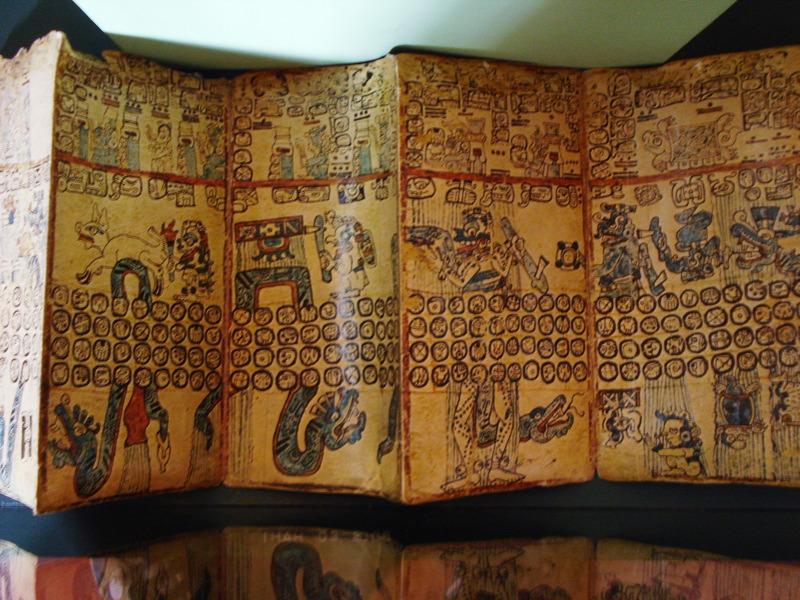
Репродукция Мадридского кодекса, хранящаяся в музее Копана

Состоит из двух частей, найденных и опубликованных отдельно друг от друга. Первоначально они считались разными документами, получившими название «Кодекс Кортеса» и «Кодекс Троано». «Кодекс Троано» (70 страниц) купил в Мадриде в 1869 году известный майянист Шарль-Этьен Брассёр де Бурбур. Прежним владельцем рукописи был дон Хуан Тро-и-Ортолано, в честь которого она была названа. В 1870 году Брассёр де Бурбур осуществил её публикацию. «Кодекс Кортеса» (42 страницы) был приобретён в 1875 году Хосе Игнасио Миро в Эстремадуре, на родине завоевателя Мексики Эрнана Кортеса, по имени которого и был назван. В 1883-м де Рони и в 1892 году Хуан де Диос опубликовали его факсимильное издание. В настоящее время оба фрагмента находятся в музее Америки в Мадриде. В испаноязычной литературе кодекс до сих пор носит название «Тро-Кортезианского».
В современном виде рукопись имеет длину 6,8 м, ширину 23 см, включает 112 страниц, многие из которых сильно потёрты. Эрик Томпсон полагал, что кодекс был переписан на Юкатане между XIII и XV веками. Кодекс написан различными почерками, среди которых преобладают плохие, некоторые фрагменты явно выполнены полуграмотным писцом. Начальные страницы содержат испанские надписи. Кодекс мог быть приобретён испанским священником после падения Тайясаля, а затем попасть в Эстремадуру, из которой происходили и Кортес, и Монтехо.
Мадридский кодекс — самый длинный из сохранившихся кодексов майя. В основном, его содержание составляют астрологические альманахи и цикл ритуалов, астрономических таблиц намного меньше. Изображения стилистически однородны, однако иероглифы переписаны восемью или девятью разными лицами. Существует версия, что кодекс передавался от одного жреца другому, и каждый из них делал определённые добавления или реставрировал рукопись.

### Кодекс Гролье

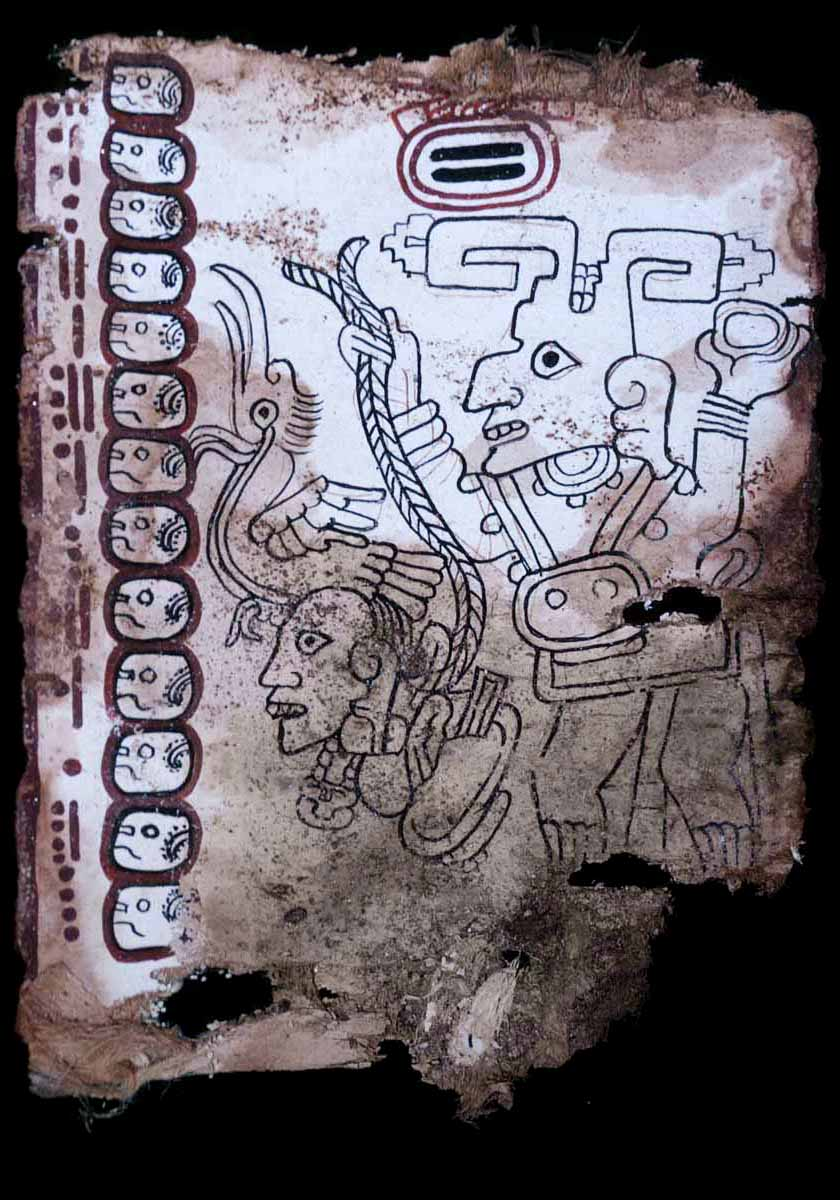
Лист 9 Кодекса Гролье. Изображает бога (его атрибуты не ясны), держащего на верёвке жертву с птицей на голове

Сохранилось всего 11 страниц с изображениями на одной стороне, без начала и конца. Кодекс сильно повреждён: от страницы 10 остался обрывок, на странице 11 утрачен столбец с цифрами. Страницы имеют формат 12,5 × 18 см. Стиль рукописи находится под сильнейшим науа-миштекским влиянием, о том же свидетельствует написание чисел с помощью одних только точек. Шесть страниц кодекса содержат изображения воинственных богов, ведущих жертвы на верёвке; имеются два изображения богов с дротиками и копьеметалкой, а на листе 7 бог с копьём стоит перед растением. В тексте использованы всего семь не повторяющихся иероглифов, расположенных вертикальными колонками. Каждый лист подписан положением фаз Венеры от роста после нижнего соединения (утренней звезды) до появления её как вечерней звезды.
По официальной версии, кодекс был найден в сухой пещере в горах Чьяпаса. В 1965 году о его существовании узнал коллекционер — доктор Осуэ Саэнс, который приобрёл находку и отдал её Майклу Ко на экспертизу. Рукопись была выставлена в 1971 году в нью-йоркском клубе Гролье и получила соответствующее название. В 1973 году Майкл Ко осуществил факсимильное издание и датировал фрагмент XIII веком (радиокарбонная датировка = 1230 год ± 130 лет), но скептики — в том числе и Эрик Томпсон — заявили о вероятности подделки. Позднее кодекс был подарен мексиканскому правительству и помещён в Национальный антропологический музей, но не выставляется на всеобщее обозрение. В 2007 году кодекс был подвергнут экспертизе, давшей противоречивые данные. Тем не менее значительная часть исследователей признаёт его подлинным, следовательно, это единственная рукопись майя, обнаруженная в XX веке, причём непосредственно в Мексике. Однако официально дискуссия о её подлинности не была завершена, при переиздании кодексов майя в Мексике в 1999 году, Кодекс Гролье не воспроизводился. Новая экспертиза была проведена в 2016 году Брауновским университетом, глава исследовательской группы Стивен Хьюстон объявил о подлинности рукописи.

## Кодексы и дешифровка письма майя

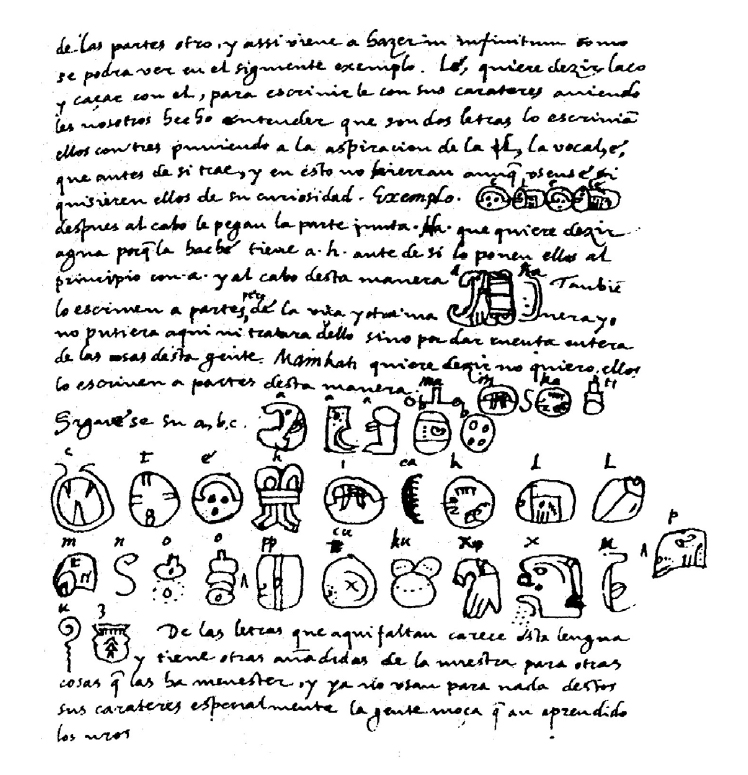
Факсимиле рукописи Диего де Ланда с «иероглифическим алфавитом» майя, послужившим основой для научной расшифровки письменности. Из издания «Relation des choses du Yucatan de Diego de Landa», Paris, 1864

Отдельная письменная традиция майя была отождествлена в 1832 году К. Рафинеск-Шмальцем на основе сравнения Дрезденского кодекса и надписей в Паленке. Он сообщил о своих выводах Ж. Шампольону, добавив, что чтение рукописи может оказаться ключом к пониманию майянской эпиграфики. После находок Парижского и Мадридского кодексов оживился интерес к расшифровке письменности майя. Учёные стали использовать материалы Диего де Ланда, в труде которого «Сообщение о делах в Юкатане» приведён «иероглифический алфавит» майя. Первую попытку дешифровки предпринял в 1870-е годы Ш. Брассёр де Бурбур, но он перепутал календарно-цифровой код с письмом. Кроме того, Брассёр де Бурбур был сторонником происхождения майя из Атлантиды и пытался найти в Мадридском кодексе доказательство этому. Ближе всех к дешифровке подошёл исследователь Парижского кодекса Леон де Рони в 1881 году: он определил, что письменность майя включала идеограммы, фонограммы и детерминативы, а также выделил иероглифы, обозначающие стороны света и их цветовые соответствия. Он же первым верно прочитал слово, записанное иероглифом, это был куц — «индюк». Почти одновременно работал американец К. Томас, который, пользуясь методикой де Рони, верно прочитал ещё три слова, а всего фонетически отождествил 70 знаков. Он же определил порядок и направление чтения знаков в колонках и стандартных текстовых блоках. Юрий Кнорозов писал, что если бы де Рони или Томас доказали, что один и тот же элемент читается одинаково в разных иероглифах, письмо майя было бы прочитано ещё в XIX веке. Однако в 1880 году Ф. Валентини (занимавшийся календарём майя) опубликовал статью «Алфавит Ланда — испанская фабрикация», которая произвела сильное впечатление на научное сообщество; равным образом, доказанные ошибки в методе К. Томаса надолго ослабили интерес к фонетической дешифровке текстов майя.
В том же 1880 году Э. Фёрстенман успешно расшифровал календарь майя по материалам Дрезденского кодекса, в результате в течение более чем полувека исследователи-майянисты занимались календарными сериями, в публикациях текстов они преобладали. В 1933—1935 годах серию статей о дешифровке издал Б. Уорф, он дал в них неправильное чтение 16 знаков. В 1942 году посмертно вышла ещё одна его статья, в которой дано чтение 23 знаков, из которых верно определено 18; чтение половины из них дано правильно. Однако его метод был раскритикован фактическим монополистом темы исследований майя Эриком Томпсоном, несмотря на то, что Уорф пришёл к совершенно правильному выводу о слоговом характере большинства знаков майя. Сам Томпсон полностью отрицал наличие в письменности майя фонетического компонента и принципиально отказался от анализа системы письма, ограничиваясь толкованием смысла отдельных знаков.
В конце 1940-х годов Ю. Кнорозов взялся за комплексное исследование трёх известных к тому времени рукописей майя (пользуясь гватемальским изданием Вильякорта с чёрно-белыми репродукциями в прорисовке). Он определил, что в трёх рукописях содержится 355 уникальных знаков, однако из-за использования составных графем и аллографов их число сокращается до 287, фактически же читается не более 255 — остальные сильно искажены или, возможно, являлись вариациями известных знаков. Суть дешифровки состояла в выявлении типа письма, определении функций знаков и грамматических референтов, установления чтения основного состава знаков и их перекрёстного чтения. Первая публикация о дешифровке последовала в 1952 году, за неё в 1955 году Ю. Кнорозов, минуя степень кандидата наук, получил докторскую степень. Результаты своих исследований Ю. Кнорозов опубликовал в 1963 году в монографии «Письменность индейцев майя», в которой были приведены и чёрно-белые репродукции трёх кодексов майя. Полный перевод всех четырёх кодексов был выпущен Кнорозовым в 1975 году, за это ему была присуждена Государственная премия СССР (1977 года). Признание метода Кнорозова на Западе последовало в 1979 году на конференции «Фонетизм в иероглифической письменности майя», проводимой Государственным университетом Нью-Йорка.
В 1999 году в Мексике был издан «Компендиум Шкарет» (исп. Compendio Xcaret) — трёхтомное издание рукописей майя (Дрезденский кодекс, Парижский кодекс, Мадридский кодекс) с переводом на испанский язык, каталогом иероглифов, разработанным Ю. В. Кнорозовым, каталогом Э. Томпсона и сопроводительными текстами Кнорозова. Издание выполнено на испанском языке, но в ходе перевода с русского языка многие статьи были сильно сокращены.

### Факсимильное воспроизведение кодексов
- The Dresden Codex. Foundation for the Advancement of Mesoamerican Studies, Inc. Дата обращения: 12 апреля 2015.
- The Madrid Codex. Foundation for the Advancement of Mesoamerican Studies, Inc. Дата обращения: 12 апреля 2015.
- The Paris Codex. Foundation for the Advancement of Mesoamerican Studies, Inc. Дата обращения: 12 апреля 2015.
- The Grolier Codex. Foundation for the Advancement of Mesoamerican Studies, Inc. Дата обращения: 12 апреля 2015.

### Прочее
- Кодексы майя на www.mesoamerica.ru. Дата обращения: 12 апреля 2015. Архивировано из оригинала 6 февраля 2009 года.
- Maya Writing. Authentic Maya. Дата обращения: 12 апреля 2015. Архивировано 13 июня 2007 года.
- Maya Astronomy. Authentic Maya. Дата обращения: 12 апреля 2015. Архивировано 6 июня 2007 года.
- Ко, М. Содержание майяйских текстов. Русский филологический портал. Дата обращения: 12 апреля 2015.
- Талах В. М. Вступ до ієрогліфічної писемності майя. Підручник мови майя (укр.). www.kuprienko.info (19 марта 2011). — учебник языка майя. Дата обращения: 19 марта 2011. Архивировано 22 августа 2011 года.
- Талах В. М. (ред.). Хроника из Чик Шулуб Ч`ен (Юкатан, Мексика, XVI век). kuprienko.info (10 августа 2012). Дата обращения: 10 августа 2012.
- Талах В. М. (ред.). Документы Пашболон-Мальдонадо (Кампече, Мексика, XVII век). kuprienko.info (26 июня 2012). Дата обращения: 27 июня 2012.
- Marhenke, Randa. The Ancient Maya Codices (недоступная ссылка — история). Maya Hieroglyphic Writing. Mesoweb (2003). Дата обращения: 12 апреля 2015.
- Thomas J. Tobin. The Construction of the Codex In Classic- and Postclassic-Period Maya Civilization (англ.) (2001). Дата обращения: 10 апреля 2015.